# 蟾津江
蟾津江（ソムジンガン、섬진강）は、韓国政府統治下の河川。全北特別自治道の鎮安高原の八公山（標高1151m）から発源し、任実盆地と淳昌盆地を経て、南原盆地を流れる蓼川と合流し、谷城盆地を過ぎてから南嶺山地から北流する宝城江とさらに合流し、求礼盆地を流れて、慶尚南道と全羅南道の境界を南下して光陽湾に流入している。流路延長は約212km、流域面積は4897km2に及び、南海に注ぐ河川としては洛東江に次ぐ規模である。

## 流域の水文
蟾津江流域は、対馬海流と済州海流、それに南西から移動してくる低気圧の風上にあたり、全国でもっとも降水量の多い地域である。上流域の鎮安高原でも1225mmの降水量を示すが、これは南西方向から移動してくる低気圧が山地の影響を受ける地形性降雨によるものである。東部の山地域においても1200～1300mmで雨量が多く下流域においては1400mm以上の降水量があり、したがって比較的流量が豊富な河川となっている。

## 歴史
- 2020年8月9日 - 全羅北道南原市金池面貴石里地内で堤防が決壊、周辺の農耕地や集落約70世帯が浸水[1]。

## 河口
蟾津江は麗水半島と南海島によって囲まれた光陽湾に流入するため、堆積物は沿岸流に流されることなく湾内に広く堆積している。堆積物は河口の前に並ぶ太仁島、金湖島などの間を通り、湾の中央にある猫島まで広大な干潟地を形成している。